# Babardeală cu bucluc sau porno balamuc
Babardeală cu bucluc sau porno balamuc (La mala suerte que golpea a un porno alocado) es una película rumana de género comedia, escrita y dirigida por Radu Jude. Producida por Ada Solomon, la cinta está protagoniza por Katia Pascariu, Claudia Ieremia y Olimpia Mălai.
La película se presentó en la 71.ª edición del Festival Internacional de Cine de Berlín en marzo de 2021 y ganó el Oso de Oro en la sección oficial de competición.

## Reparto
- Katia Pascariu
- Claudia Ieremia
- Olimpia Mălai

## Estreno
El 11 de febrero de 2021, la Berlinale anunció que la película se presentaría a la Sección de Competición de la 71.ª edición del Festival Internacional de Cine de Berlín en marzo de 2021.